# 埃替拉韦
埃替拉韦（英语：Elvitegravir，缩写：EVG）是一种整合酶抑制剂，用于治疗HIV感染。它由制药公司吉利德科学公司开发，该公司于2008年3月从日本煙草產業株式會社获得EVG许可。该药物于2012年8月27日获得美国食品药品监督管理局（FDA）的批准，作为称为Stribild的固定剂量组合的一部分，首次用于成年患者并开始HIV治疗。2014年9月24日，FDA批准埃替拉韦作为单一药丸制剂，商品名为Vitekta。2015年11月5日，FDA批准该药物作为第二种固定剂量复方药丙酚替诺福韦的一部分用于HIV-1感染患者。
根据II期临床试验的结果，与接受利托那韦增强的蛋白酶抑制剂的随机对照试验相比，每日服用一次利托那韦增强的埃替拉韦的患者在24周后病毒载量降低幅度更大。

## 医疗用途
在美国，埃替拉韦可以作为组合药丸Stribild或丙酚替诺福韦的一部分获得，也可以作为单一药丸制剂Vitekta获得。
Vitekta被FDA批准用于治疗具有抗反轉錄病毒藥物治疗经验的成人的HIV-1感染。它必须与利托那韋共同给药的蛋白酶抑制剂以及其他抗逆转录病毒药物联合使用。

## 不良反应
服用埃替拉韦最常见的副作用是腹泻（7%的患者）和恶心（4%的患者）。超过1%的人出现的其他副作用包括头痛、疲倦、皮疹和呕吐。

## 相互作用和禁忌症
埃替拉韦通过肝酶CYP3A代谢。诱导这种酶的物质可以降低埃替拉韦在体内的浓度，可能引发抗药性病毒株的发展。因此，强效CYP3A诱导剂的联合给药是禁忌的，例如：利福平、抗惊厥药卡马西平、苯巴比妥和苯妥英，以及圣约翰草。
埃替拉韦的葡萄糖醛酸化作用由酶UGT1A1和UGT1A3促进，当与强UGT1A抑制剂（如利托那韦和其他HIV蛋白酶抑制剂）一起服用时，会导致血浆水平升高。（但利托那韦还通过抑制CYP3A来增加埃替拉韦水平。）
此外，埃替拉韦是CYP1A2、CYP2C19、CYP2C9、CYP3A和许多UGT的弱至中等诱导剂。然而，这些发现的临床相关性尚不清楚。

## 药理

### 作用机制
埃替拉韦抑制HIV-1和HIV-2的酶整合酶的程度较小。病毒需要这种酶将其遗传密码整合到宿主的DNA中。

### 药代动力学
埃替拉韦是口服的药物。 当其与利托那韦一起服用并进餐时，四小时后血浆浓度达到最高。 脂肪餐的生物利用度更好。在血液中，98至99%的物质与血浆蛋白结合。它主要通过CYP3A氧化代谢，其次通过UGT1A1和3葡萄糖醛酸化代谢。将近95%通过粪便排出，其余通过尿液排出。与利托那韦合用时的生物半衰期为8.7至13.7小时。